# Jenseits von Theben
Jenseits von Theben ist ein Brettspiel von Peter Prinz mit einem hohen Glücksfaktor. Das Spiel ist erstmals 2004 im Eigenverlag des Autors erschienen. Im Jahr 2007 wurde es von Queen Games in überarbeiteter Fassung neu veröffentlicht.

## Thema
Die Spieler übernehmen die Rolle von Archäologen, die durch Europa reisen und dort Wissen und Ausrüstungen sammeln, um in Ägypten, Kreta, Griechenland, Mesopotamien und Palästina wertvolle Artefakte auszugraben.

## Spielziel
Jeder Spieler hat 3 Jahre Zeit (bei 4 Spielern sind es nur 2 Jahre), möglichst viele Siegpunkte zu sammeln. Die offensichtlichste Art um an, Siegpunkte zu gelangen ist die Ausgrabung von Fundstücken, die zwischen 1 und 7 Siegpunkte einbringen. Mit Hilfe der Fundstücke wiederum lassen sich Ausstellungen durchführen. Kleine Ausstellungen erfordern 3 Artefakte aus 2 bestimmten Gebieten und bringen 4 Siegpunkte ein. Große Ausstellungen erfordern 6 Artefakte aus 3 bestimmten Gebieten und bringen 5 Siegpunkte ein. Eine weitere Möglichkeit, um an Siegpunkte zu gelangen, ist die Teilnahme an Kongressen. Außerdem wird das größte Fachwissen je Grabungsgebiet am Ende des Spiels mit 5 Siegpunkten belohnt.

## Spielablauf
Der Spieler reist mit seiner Spielfigur auf dem Spielplan zu einem Ort und führt eine Aktion aus. Die möglichen Aktionen sind je Ort unterschiedlich. In Berlin, London, Moskau, Paris, Rom und Wien kann der Spieler eine der offen ausliegenden Forscherkarte nehmen. Auf jeder Forscherkarte ist vermerkt, in welcher Stadt man sie bekommen kann und wie viele Wochen der Spieler für diese Karte investieren muss. Bei den Karten handelt es sich in erster Linie um Spezialwissen zu den jeweiligen Grabungsorten. Daneben gibt es auch Karten mit Allgemeinwissen, die an jedem Grabungsort eingesetzt werden können. Mit Hilfe der Forscherkarten Zeppelin und Automobil, lässt sich die Reisezeit zwischen den Orten verkürzen.
Sofern ein Spieler die erforderlichen Artefakte besitzt, kann er in den Städten Berlin, London, Moskau, Paris, Rom und Wien eine der offenen Ausstellungen durchführen.
In Warschau kann der Spieler die Kartenauslage komplett austauschen.
Um eine Ausgrabung durchführen zu können, muss der Spieler mit seiner Figur zum Grabungsort reisen, über eine gültige Grabungslizenz sowie über Spezialwissen zum Grabungsort verfügen. Ein Spieler kann in einem Gebiet pro Jahr nur eine Ausgrabung durchführen. In Abhängigkeit vom Wissensstand es Spielers über das Grabungsgebiet und der gewünschten Ausgrabungsdauer wird über das Chronokel ermittelt, wie viele Grabunsgplättchen der Spieler aus dem Beutel des Ausgrabungsortes ziehen darf. Die gefundenen Artefakte darf der Spieler behalten, während der Schutt am Ende der Ausgrabung wieder zurück in den Beutel kommt.

## Besonderheiten
Was aussieht wie eine Kramerleiste zur Markierung der Siegpunkte, ist in Wirklichkeit eine Zeitleiste, die in 52 Wochen unterteilt ist. In Verbindung mit einem Jahresstein markiert sie den Spielfortschritt und die Spielerreihenfolge. Es ist immer derjenige Spieler am Zug, dessen Zeitstein auf der Zeitleiste an letzter Position steht. So kann es passieren, dass ein Spieler mehrfach hintereinander an der Reihe ist.

## Zielgruppe
Jenseits von Theben ist ein klassisches Familienspiel, das auf Grund der einfachen Regeln und der stimmigen Spielatmosphäre gut für Gelegenheitsspieler geeignet ist.

## Ausstattung
Das Material besteht aus hochwertig verarbeiteter Pappe. Die Spielfiguren (Archäologen) und Zeitsteine sind aus Holz.
- 1 Spielbrett
- 4 Archäologen
- 4 Zeitsteine
- 1 Jahresstein
- 85 Forscherkarten
- 10 Ausstellungskarten
- 5 Übersichtskarten
- 4 Chronokel
- 4 Sätze Grabungserlaubnisse
- 155 Grabungsplättchen (je Grabungsgebiet 15 Fundstücke und 16x Schutt)
- 5 Stoffbeutel
- 1 Spielanleitung
- 1 Übersichtsblatt